# Ursula Vaupel

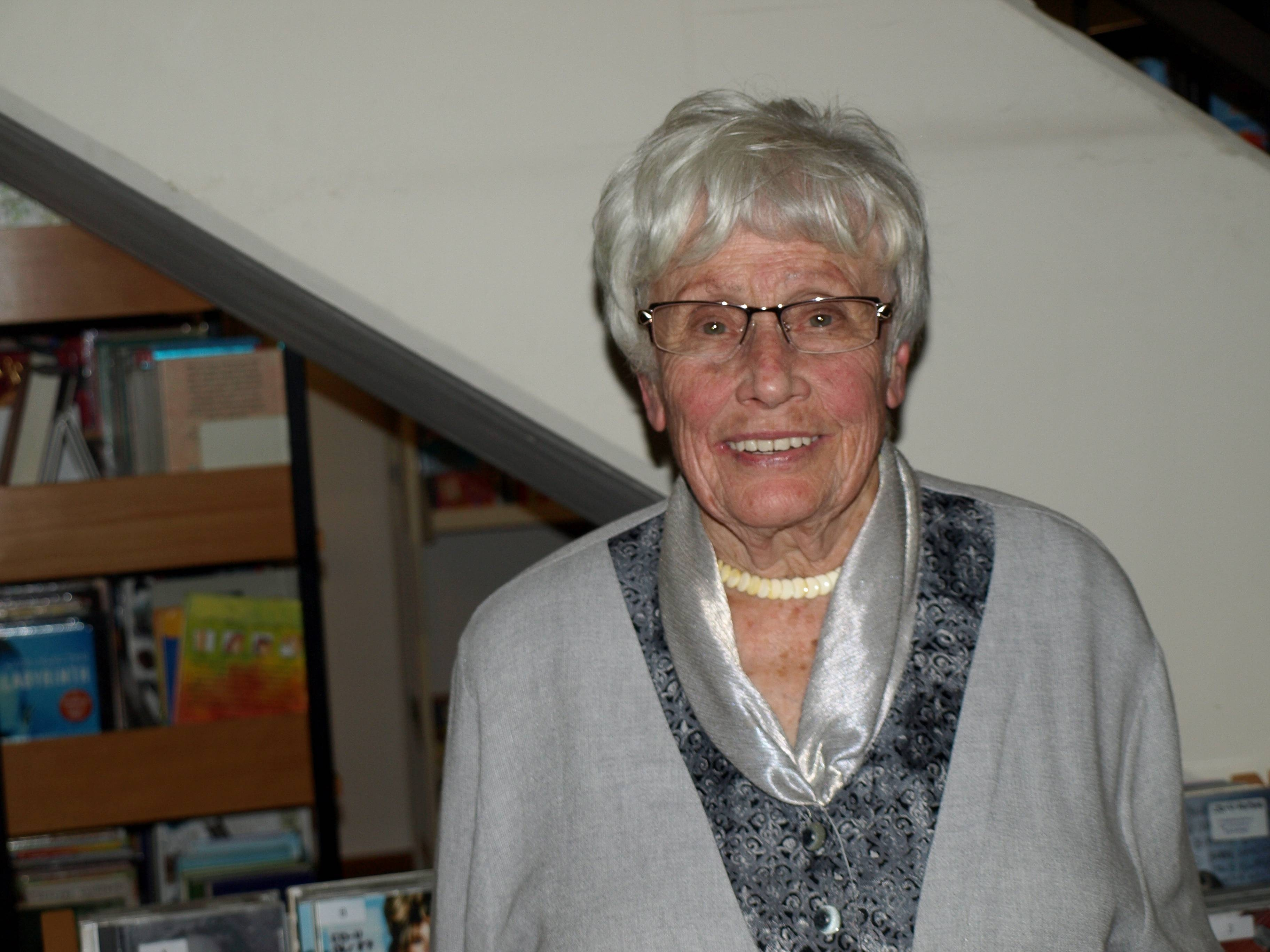
Ursula Vaupel (2013)

Ursula Vaupel (geb. Walldorf, * 20. Juni 1928 in Schweidnitz, Provinz Niederschlesien; † 4. Januar 2018 in Eschwege) war eine deutsche Gymnasiallehrerin, Historikerin, Politikerin und Autorin. Sie war verheiratet und Mutter von drei Kindern.

## Biografie
Ursula Vaupel wuchs wie viele Menschen ihrer Generation in einer nationalsozialistisch eingestellten Familie auf und war seit Geburt körperbehindert, weil ihr der linke Unterarm fehlte. Diese beiden Probleme, zusammen mit einschneidenden Kriegs- und Nachkriegserlebnissen, prägten ihr Leben und waren in ihrem Bemühen um Aufklärung und Humanität eine Triebfeder für ihre Forschungen zum Thema Hexenverfolgung.
Sie besuchte 1934–1938 die Volksschule in Darmstadt und Wiesbaden, 1938–1942 das Gymnasium in Wiesbaden und 1942–1944 in Łódź (Litzmannstadt) sowie nach der Flucht das Gymnasium in Glauchau, Ilmenau und Wiesbaden bis zum Abitur 1948.
Sie arbeitete als freiberufliche Journalistin 1948–1950 bei Wiesbadener Tageszeitungen.
1950–1952 studierte sie Deutsch, Geschichte und Psychologie in Frankfurt am Main und 1953–1956 in Marburg.
Sie organisierte 1950 internationale Jugendlager in Bad Schwalbach.
1956 schloss sie ihr Studium mit dem 1. Staatsexamen ab und absolvierte 1957–1958 das Referendariat in Schlüchtern (wo sie als Heimhelferin im Internat arbeitete) und 1958–1959 in Gießen, wo sie ihr 2. Staatsexamen ablegte.
Als Gymnasiallehrerin arbeitete sie 1959–1962 am Gymnasium Goetheschule Neu-Isenburg und 1962–1988 in Eschwege.
Neben ihrem Beruf absolvierte sie 1979–1982 das Studium der Politikwissenschaft in Göttingen und erwarb die Fakultas für den Unterricht in Gemeinschaftskunde.
1986–1988 war sie Vertreterin der schwerbehinderten Lehrer im Werra-Meißner-Kreis und Mitglied des Gesamtpersonalrates des Kreises. Seit 1988 war sie pensioniert. Ursula Vaupel starb im Januar 2018 im Alter von 89 Jahren.

## Politische und soziale Tätigkeiten
Anfang der 1980er Jahre wirkte sie als Kreisvorstandsmitglied in der Gewerkschaft Erziehung und Wissenschaft und in der Bildungsarbeit im Deutschen Gewerkschaftsbund. 1988–1992 war sie Stadtverordnete und 1990–1992 Fraktionsvorsitzende der Bündnis 90/Die Grünen.
Anfang bis Mitte der 1990er Jahre arbeitete sie beim Bund für Umwelt und Naturschutz Deutschland e.V. und der Hessischen Gesellschaft für Ornithologie und Naturschutz mit.
Von 1993 bis zu ihrem Tod war sie Sprecherin der Kulturgruppe im Verein Frauen für Frauen – Frauen für Kinder im Werra-Meißner-Kreis, der von häuslicher Gewalt bedrohten Frauen konkrete Hilfe leistet.
Sie beteiligte sich an der Betreuung von Asylbewerbern und seit 2009 an Sterbebegleitung im Rahmen der Hospizgruppe Eschwege.

## Hexenprozesse
Ein Schwerpunkt ihrer historischen Arbeit war die Erforschung der frühen Eschweger Frauengeschichte, besonders über das Kanonissenstift St. Cyriakus in Eschwege und über zwei Eschweger Hexenprozesse, die noch wenig bekannt waren. Es gelang ihr durch ihre Veröffentlichungen und Vorträge mit Unterstützung des „Vereins Frauen für Frauen, Frauen für Kinder im Werra-Meißner-Kreis“, der Gleichstellungsbeauftragten, der Volkshochschule, des Stadtarchivs, der Kirche und der evangelischen Familienbildungsstätte den Boden zu bereiten für die Rehabilitierung der wegen angeblicher „Hexerei“ getöteten Eschweger Frauen durch die Stadt Eschwege und den evangelischen Kirchenkreis Eschwege am 30. Oktober 2007 im Rahmen der „Hexengedenktage“ zum 350. Jahrestag der Hinrichtung der Eschwegerinnen Catharina Rudeloff und Martha Kerste.
Ursula Vaupels Engagement in Zusammenarbeit mit Ulrike Born ist es zu verdanken, dass in Eschwege auf dem Gelände der Volkshochschule gegenüber der ehemaligen Synagoge und in unmittelbarer Nähe des historischen Kerkers die „Skulptur der Gewalt“ zur Erinnerung und Mahnung aufgestellt wurde. Unterstützt wurde sie vom Landrat, der Gleichstellungsbeauftragten und dem Verein Frauen für Frauen. Es wurde feierlich enthüllt am 27. Mai 2008. Dieses „Denkmal gegen Gewalt“ wurde von Christa K. Bayer aus Witzenhausen gestaltet und stellt Catharina Rudeloff, Opfer der Eschweger Hexenprozesse, dar. Seitdem gestaltete Ursula Vaupel jährlich eine Gedenkfeier. Diese Initiative fand überregionale Beachtung und gab Anstoß in Zusammenarbeit mit dem Arbeitskreis Hexenprozesse für die Rehabilitierung der Opfer der Hexenverfolgung in anderen Städten.

## Jugend-Autobiografie
Im Jahre 2016 veröffentlichte Ursula Vaupel ihre Jugenderinnerungen: Auch ich war ein Hitler-Mädchen. Die Biographie ist durch die Darstellung ihrer Jugenderlebnisse eine Auseinandersetzung mit der Verblendung ihrer Familie und eine Mahnung, keinen Ideologien zu verfallen. Sie konnte in diese Veröffentlichung auch die Jugenderinnerungen des fast gleichaltrigen Paul Kester einbauen, der bis 1938 mit seiner Familie jüdischen Glaubens im selben Wiesbadener Mehrfamilienhaus lebte und dem sie 76 Jahre nach seiner Flucht aus Deutschland im Jahr 2014 wiederbegegnete.

## Würdigung
Am 12. Dezember 2013 wurde Ursula Vaupel zum Auftakt einer Sitzung der Stadtverordnetenversammlung der Stadt Eschwege mit dem Ehrenbrief des Landes Hessen ausgezeichnet.

## Veröffentlichungen
- Dietefrauen. In:  Karl Kollmann (Hrsg.): Geschichte der Stadt Eschwege. Eschwege 1993, S. 282.
- Die Ahnfrauen. (die deutsche Kaiserin Theophanu (960–991)). In: Karl Kollmann (Hrsg.): Geschichte der Stadt Eschwege. Eschwege 1993, S. 283 ff.
- Ehe, Lust und Leid. In: Karl Kollmann (Hrsg.): Geschichte der Stadt Eschwege. Eschwege 1993, S. 299 ff.
- Hexenprozesse 1657 in Eschwege. Kassel 1997, ISBN 3-925333-34-7.
- Glanz und Niedergang des Kanonissenstiftes St. Cyriakus in Eschwege. In: Eschweger Geschichtsblätter. 8/1997, S. 23 ff.
- Gedenkstein für Martha Kerste. In: Dagmar v. Garnier: Buch der 1000 Frauen. Das Frauen-Gedenk-Labyrinth. Teil 2, Rüsselsheim 2001, S. 176 f.
- Der Kerker der Catharina Rudeloff „unterm Cyriaxberg“. In: Eschweger Geschichtsblätter. 11/2002, S. 83 ff.
- Sie wollen die Hexen brennen. Hexenprozesse 1657 in Eschwege. (Hessische Forschungen zur geschichtlichen Landes- und Volkskunde, Band 34). 2. verbesserte Auflage. 1999, ISBN 3-925333-60-6. (Inhaltsverzeichnis)
- (mit Ulrike Born): In Memoriam Catharina Rudeloff Martha Kerste, Hexenprozesse Eschwege 1657. Eschwege 2007, ISBN 978-3-940266-96-5.
- Meine Jugend im Nationalsozialismus und danach. Eschwege 2008.
- Frauen der Eschweger Geschichte. In: Karl Kollmann (Hrsg.): Eschwege. Ein kunst- und kulturgeschichtlicher Stadtführer. Eschweger Geschichtsverein, 2. Auflage. 2000, S. 19 ff. und 3. Auflage 2009, S. 19 ff.
- Hexengedenken in Eschwege, mit Hartmut Hegeler, in: Eschweger Geschichtsblätter 21, 2010, S. 32–41
- Hexendenkmal in Eschwege. In: Hartmut Hegeler: Hexendenkmäler in Hessen. In: Jahrbuch der Hessischen Kirchengeschichtlichen Vereinigung. Darmstadt/ Kassel, Band 61, 2010, ISBN 978-3-931849-33-7, S. 338–344.
- Hexendenkmal in Eschwege. In: Hartmut Hegeler: Hexendenkmäler in Hessen. Unna 2011, ISBN 978-3-940266-15-6, S. 20–25.
- Auch ich war ein Hitler-Mädchen. Geschichtswerkstatt Büdingen 2016, ISBN 978-3-939454-84-7